# I.N.R.I. (film)
 (octobre 2023).
Pour les articles homonymes, voir INRI (homonymie).
Pour plus de détails, voir Fiche technique et Distribution.

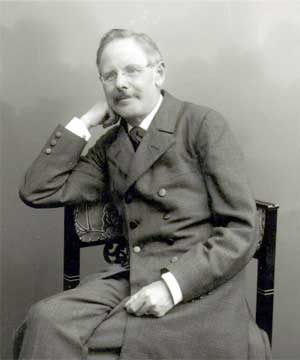
Peter Rosegger, scénariste et auteur du roman

I.N.R.I. est un film muet allemand religieux et épique réalisé en 1923 par Robert Wiene et dont les acteurs principaux étaient Gregori Chmara, Henny Porten and Asta Nielsen.
Il s'agit de l'adaptation d'un roman de Peter Rosegger qui narre les événements menant au crucifiement de Jésus-Christ.

## Synopsis
Un anarchiste emprisonné pour une tentative d'assassinat se voit raconter le récit de la Passion par l'aumônier de la prison, qui cherche à le convaincre qu'il vaut mieux se sacrifier que de prendre la vie de son ennemi.

## Analyse
I.N.R.I. utilise la technique du framing device (en) et se situe dans la Russie moderne. Sa seule originalité dans le traitement de l'histoire est le portrait de Judas Iscariote, dépeint comme un révolutionnaire voulant que Jésus prenne la tête d'un soulèvement contre l'occupation romaine, sa trahison finale venant plus d'une désillusion politique que d'un attrait pour l'argent. Le personnage de Judas était très important, car il liait l'histoire antique à l'époque contemporaine, bien que les scènes modernes, ayant provoqué l'ire de la censure, fussent généralement coupées lors des projections. Ce cadre, tiré du roman, aurait eu pour fonction de donner un sens anti-bolchévique au récit biblique et aurait été ajouté à l'insu des acteurs principaux.

## Premières
- Danemark : décembre 1923
- République de Weimar : La première eut lieu à Berlin le jour de Noël[4].
- Première République portugaise : 7 avril 1925
- États-Unis : 27 mars 1934

## Le tournage
Le film fut tourné en 90 jours de mai à septembre 1923 aux studios de Staaken. La distribution comptait quelques stars, des centaines de figurants et de décors somptueux. La direction artistique était assurée par Ernő Metzner. En coûts comme en longueur, ce fut le plus gros film de Robert Wiene.

## Fiche technique
- Réalisation : Robert Wiene
- Production : 	Hans Neumann (Neumann-Filmproduktion), Hans von Wolzogen
- Scénario : Peter Rosegger et Robert Wiene
- Longueur : 3 444 mètres (7 bobines)[7] pour la version originale (102 minutes)
- Formant : 35 mm
- Langue : muet, intertitres allemands
- Musique : Willy Schmidt-Gentner
- Cinématographie : Axel Graatkjær, Reimar Kuntze, Ludwig Lippert
- Direction artistique : Ernő Metzner
- Costumes : Ernő Metzner

## Distribution

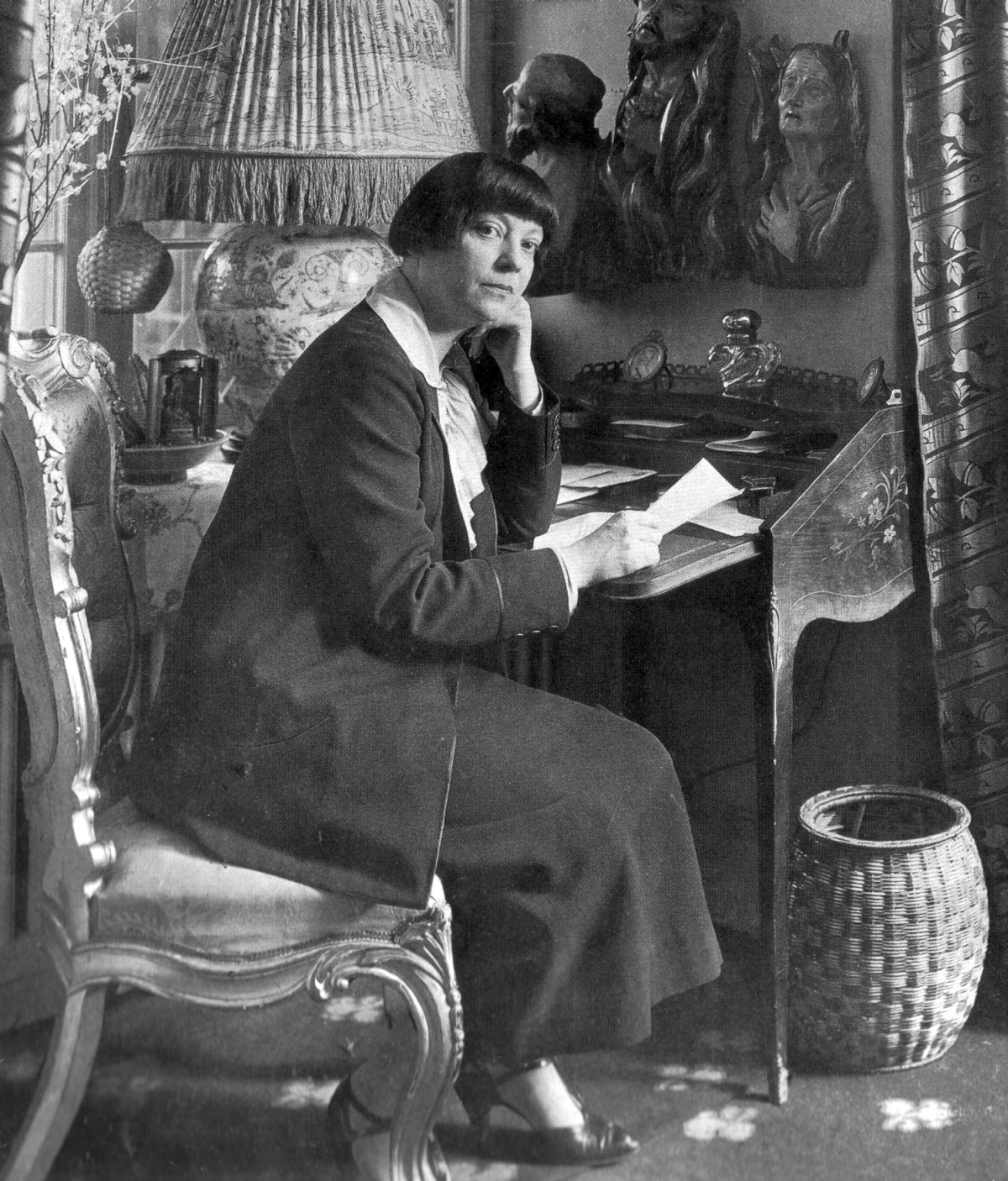
Asta Nielsen peu après le film (en 1925)

- Gregori Chmara, Jésus-Christ
- Henny Porten, la Vierge Marie
- Asta Nielsen, Marie-Madeleine
- Werner Krauss
- Emanuel Reicher
- Alexander Granach
- Theodor Becker
- Robert Taube
- Bruno Ziener
- Hans Heinrich von Twardowski
- Emil Lind
- Max Kronert
- Herr Magnus
- Walter Neumann
- Guido Herzfeld
- Wilhelm Nagel
- Lionel Royce
- Eduard Kandl
- Walter Werner
- Paul Graetz
- Maria Kryshanovskaya
- Mathilde Sussin
- Erik Ode
- Erwin Kalser
- Elsa Wagner
- Erich Walter
- Ernst Dernburg
- Gustav Oberg
- Jaro Fürth
- Pavel Pavlov

### Sources
- (en) Cet article est partiellement ou en totalité issu de l’article de Wikipédia en anglais intitulé « I.N.R.I. (film) » (voir la liste des auteurs).